# Wiener Blut (valzer)
Wiener Blut (Sangue viennese) op. 354, è un valzer di Johann Strauss (figlio).

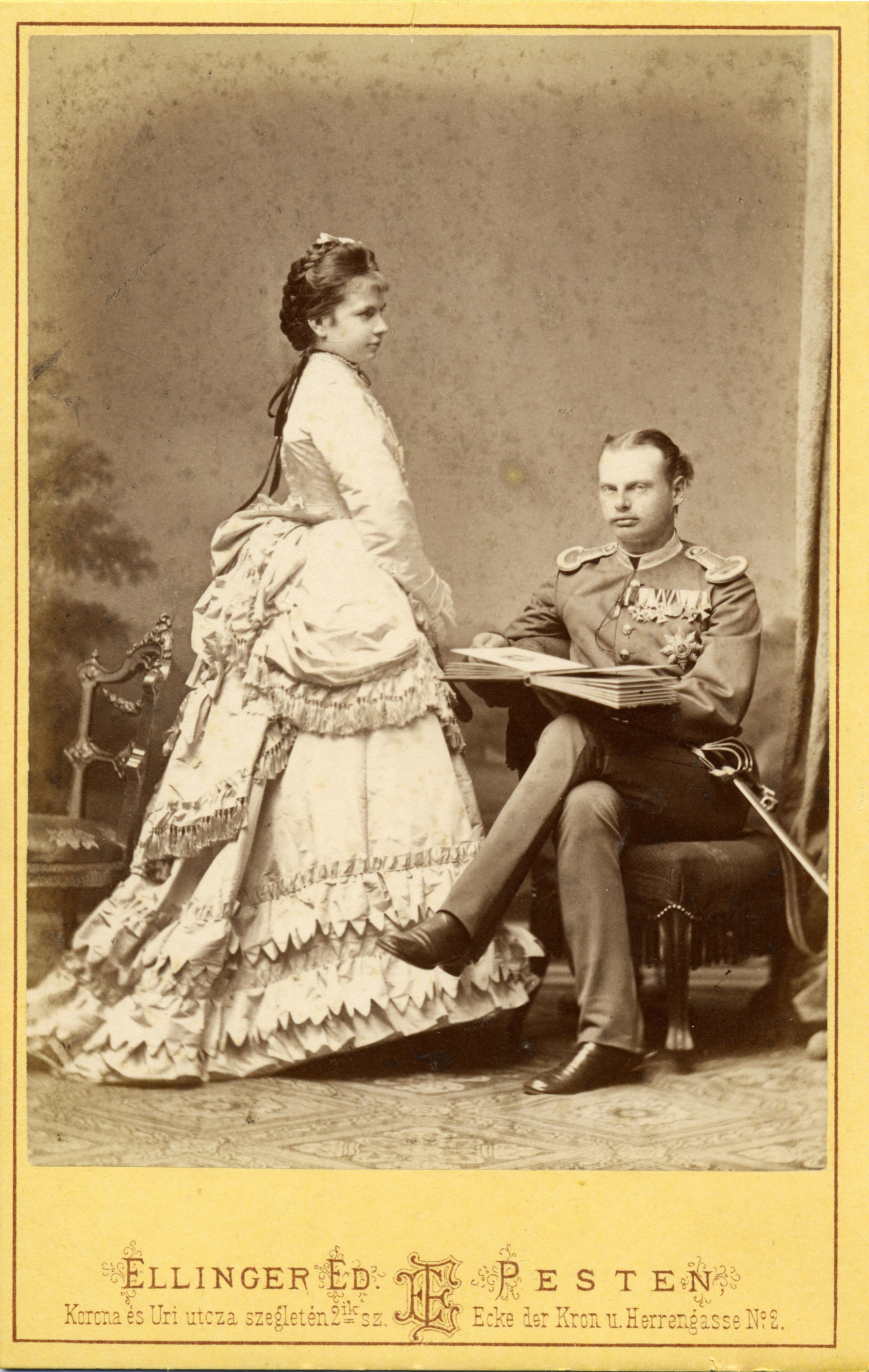
L'arciduchessa Gisella d'Asburgo-Lorena e il marito Leopoldo di Baviera.

Il 20 aprile 1873, l'arciduchessa Gisella d'Asburgo-Lorena (1856-1932), la maggiore dei figli dell'imperatore austriaco Francesco Giuseppe e di Elisabetta di Baviera, si sposò con il principe Leopoldo di Baviera (1846-1930) a Vienna.
Per celebrare l'evento numerose furono le iniziative e le feste che si svolsero nel periodo del matrimonio reale, fra cui, un ballo di corte all'Hofburg e un festival al Prater ai quali parteciparono i membri della nobiltà e i maggiori rappresentanti della città di Vienna.
Da parte sua, il personale della Wiener Hof-Operntheater (Teatro dell'opera reale di Vienna) annunciò per il 22 aprile 1873 un Ballo dell'opera di corte (precursore del ballo dell'opera di Vienna odierno) i cui proventi sarebbero stati destinati per le future pensioni dei membri del teatro.
Tuttavia, poiché non vi fu l'assenso da parte dell'imperatore a far svolgere il ballo nel'Hof-Operntheater, l'evento fu spostato nella sala dorata del Musikverein.
Desiderosi di fare bella figura con il pubblico, i membri della Wiener Hof-Operntheater ingaggiarono l'orchestra Strauss e il loro direttore, Eduard Strauss, affinché si esibissero durante il ballo.
Un critico del Freemden-Blatt (24-4-1873) osservò:
(Freemden-Blatt)
L'inviato del Neues Wiener Tagblatt (23-4-1873), ugualmente entusiasta del valzer scrisse:
(Neues Wiener Tagblatt)
Vale la pena di ricordare che fu proprio in quell'occasione, eseguendo questo lavoro, che vi fu il primo incontro artistico fra la musica di Strauss e l'orchestra dei Wiener Philharmoniker.